# 小行星4744
小行星4744（4744 Rovereto）是一颗围绕太阳公转的小行星。1988年9月2日，亨利·德波鸿诺在拉西拉天文台发现了此天体。
这颗小行星的绝对星等为185.95331等。